# The Concert for Bangladesh
Pour les articles homonymes, voir The Concert for Bangladesh (homonymie).
The Concert for Bangladesh est le premier concert de charité de l'histoire de la musique populaire, présenté le 1er août 1971 au Madison Square Garden de New York. Il est organisé par George Harrison, musicien et ancien membre des Beatles, qui en est également le principal musicien, entouré de ses amis Eric Clapton, Bob Dylan, Ringo Starr, Klaus Voormann,  Leon Russell, Billy Preston et Ravi Shankar.

## Genèse
« Maintenant, je vous demande à vous tous, de nous aider à sauver des vies »

— George Harrison, le 1er août 1971

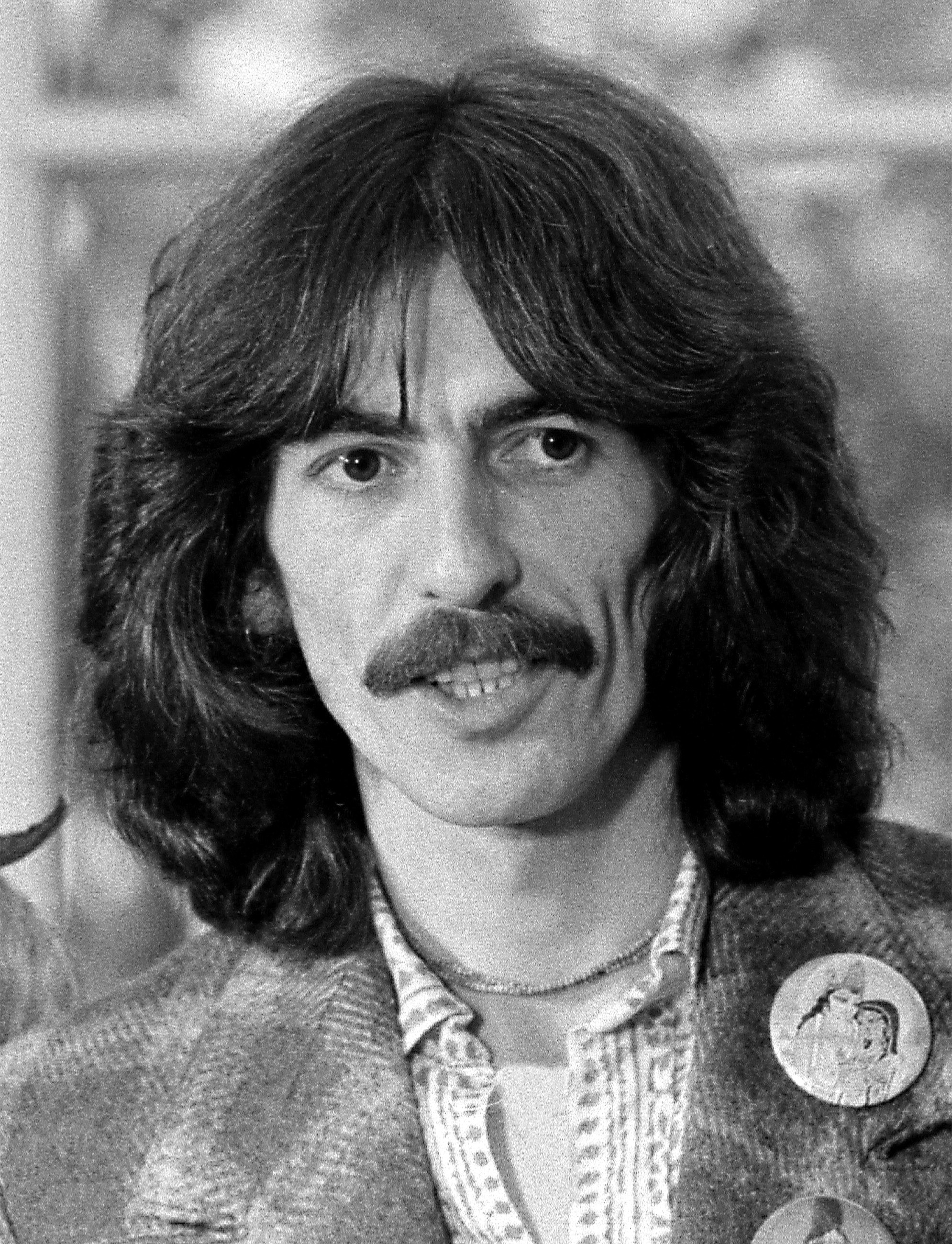
George Harrison

En novembre 1970, le cyclone Bhola dévaste la côte du Pakistan oriental (ancien nom du Bangladesh) causant la mort de 300 000  à   500 000 personnes ; le gouvernement réagit lentement. La colère de la population bengalî grandit un peu plus lorsque Mujibur Rahman, dont la Ligue Awami a obtenu la majorité au Parlement aux élections de la même année, est empêché d'entrer en fonction. Après avoir mis en scène des pourparlers avec Mujibur, le président Yahya Khan le fait arrêter la nuit du 25 mars 1971, et lance l'opération Searchlight, une attaque militaire contre le Pakistan oriental. Les méthodes sanglantes employées, la violence de la guerre provoquent la mort de nombreux civils. Les intellectuels et les hindous sont les principales cibles ; environ dix millions de réfugiés fuient en Inde. Les estimations du nombre de morts vont de 300 000  à   3 millions de personnes,. C'est un véritable génocide. Le gouvernement indien estime le coût des soins pour les réfugiés à 1 million de dollars par jour. L'aide étrangère ne fournit qu'une fraction seulement de l'aide nécessaire, ainsi que du matériel médical et de la nourriture. 
Ému par l'ampleur de la catastrophe et avec le concours du musicien indien Ravi Shankar, George Harrison, dont on connaît déjà l'intérêt pour le sous-continent indien, décide d'organiser un concert afin de venir en aide aux sinistrés. À cette époque, George est un ex-Beatle depuis plus d'un an, son triple album All Things Must Pass rencontre un immense succès aux États-Unis comme en Europe.

## Déroulement du concert

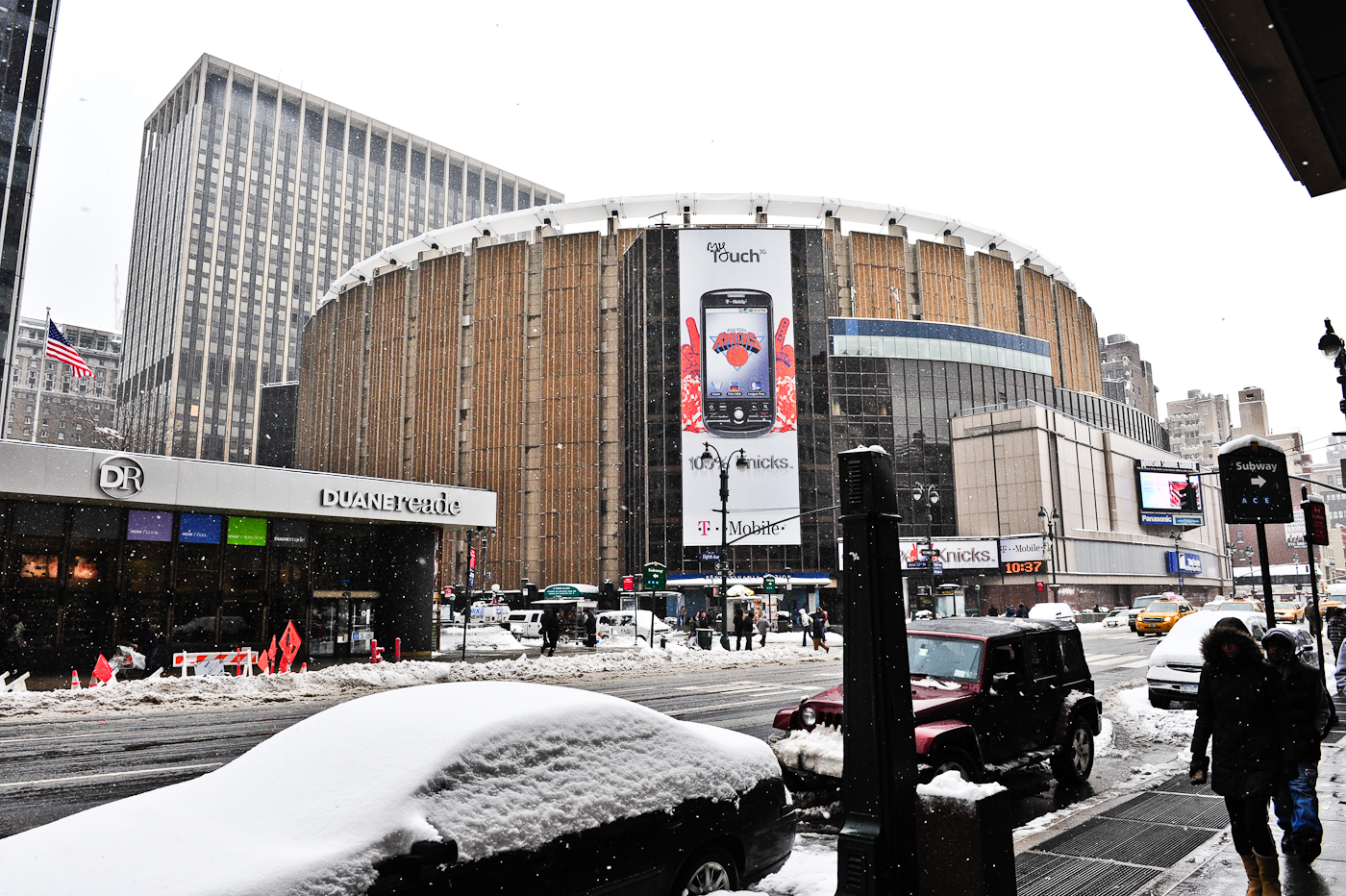
Madison Square Garden en 2010

Le 1er août 1971, au Madison Square Garden de New York, plus de 40 000 spectateurs assistent à deux shows organisés l'un à midi, l'autre à 19 heures. Shankar et Harrison, accueillent sur scène Bob Dylan, Eric Clapton, Ringo Starr, Billy Preston et Leon Russell. Pour cette occasion exceptionnelle, tout le monde espère une reformation des Beatles. Au départ, George avait bien entendu convié ses anciens camarades. John Lennon se trouvant à New York à ce moment-là, accepte d'abord de participer mais finit par se dédire deux jours avant le concert au motif que sa femme Yoko Ono n'est pas invitée : « Il n'arrivait pas à digérer le fait que Yoko ne soit pas autorisée à monter sur scène avec lui, dira Dan Richter son assistant personnel. Et puis, de toute façon, il était terrifié à l'idée que les autres Beatles essaient de le piéger. Il croyait qu'il allait se trouver sur scène avec George et Ringo, puis que Paul McCartney allait faire son entrée et que dans le monde entier les gros titres allaient proclamer les retrouvailles des Beatles ». Quant à McCartney, mal remis des blessures de la dissolution du groupe, il refuse catégoriquement, prétextant que sa relation avec Harrison et Lennon reste extrêmement tendue et que la présence d'Allen Klein aux côtés de George dans l'organisation de l'événement rendrait sa participation définitivement impossible. « Quand George m'a appelé, je me suis dis : "C'est quoi, l'histoire ? On vient juste de se séparer et il faudrait déjà qu'on se réunisse?" Ça m'a semblé un peu délirant ».
Le concert débute par un duo entre Ravi Shankar et le joueur de sarod Ali Akbar Khan, pour Bangla Dhun un râga de plus de dix-sept minutes. Puis Harrison entre en scène, et livre des extraits de son album solo, dont le hit My Sweet Lord, ainsi que des standards de la période Beatles comme While My Guitar Gently Weeps et Here Comes the Sun. 
Il en résulte un album sous forme de coffret qui permet d'entendre successivement George Harrison et ses invités. Un film documentaire britannico-américain, réalisé par Saul Swimmer, a été tourné à cette occasion. Il est sorti en salle au printemps 1972.

## Musiciens participants

### Musiciens principaux
- George Harrison : chant, guitares
- Eric Clapton : guitares
- Bob Dylan : chant, guitare acoustique, harmonica
- Billy Preston : chant, claviers
- Leon Russell : chant, basse, claviers
- Ringo Starr : chant, batterie, tambourin
- Ravi Shankar : sitar
- Ali Akbar Khan : sarod
- Alla Rakha : tabla
- Klaus Voormann : basse

### Musiciens additionnels
- Jesse Ed Davis : guitare rythmique
- Tom Evans : guitare acoustique
- Pete Ham : guitare acoustique
- Joey Molland : guitare acoustique
- Don Preston : guitare
- Carl Radle : basse
- Mike Gibbins : percussions
- Jim Keltner : batterie
- The Hollywood Horns : Jim Horn, Allan Beutler, Chuck Findley, Jackie Kelsa, Lou McCreany, Ollie Mitchell

## Bilan
Même si l’album ne connut pas le succès planétaire escompté, The Concert for Bangladesh sera considéré comme le premier grand concert caritatif de l'histoire. Depuis, des concerts similaires se sont produits : Concerts for the People of Kampuchea en 1979, Live Aid en 1985, les concerts pour Amnesty International en 1988, Live 8 en 2005, les différents Farm Aids, etc.
Malheureusement[non neutre], la plus grande partie de la recette du concert (environ 2 500 000 dollars) (
16 millions actuels[Quand ?]) sera bloquée par le fisc américain (qui contrôle les comptes de la société des Beatles, Apple Corps) dû au détournement de fonds par le gestionnaire Allen Klein, et ne sera reversée à l’Unicef qu’en 1981. Le concert, le triple album et le long métrage ont fait prendre conscience de la gravité de la situation au Bangladesh et de la possibilité de collecte de fonds mondiaux via la musique pour porter secours aux peuples sinistrés.